# 短刺菱蟹
短刺菱蟹（学名：Parthenope curvispinus）为菱蟹科菱蟹属的动物。分布于日本、爪哇海、安达曼海及斯里兰卡以及中国大陆的南沙群岛等地，生活环境为海水，常生活于浅水30-50米的泥质沙底。该物种的模式产地在爪哇海。